# Andy Rinomhota
Andrew Farai Rinomhota, né le 21 avril 1997 à Leeds, est un footballeur international zimbabwéen qui évolue au poste de milieu de terrain au Cardiff City.

## Biographie
Il commence sa carrière à l'AFC Portchester, dans le Hampshire. 
Le 3 avril 2015, il rejoint Reading. Le 8 août 2017, il fait ses débuts professionnels lors d'un match contre Gillingham en Coupe de la Ligue.
Au début de la saison 2019-2020, il obtient le numéro 8, et il s'impose au sein de l'équipe A.
Le 1er juillet 2022, il rejoint Cardiff City.
Le 1er février 2024, il est prêté au Rotherham United.